# 卡伊恩·阿尔多里尼奥
卡伊恩·阿尔多里尼奥·洛佩兹（英語：Kaiane Aldorino Lopez, 1986年7月8日—），2009年度世界小姐，前任直布罗陀市长。

## 生平
1986年7月8日生于直布罗陀，2009年6月27日获选直布罗陀小姐，2009年12月12日在南非约翰内斯堡举行的第59届世界小姐大赛上获得世界小姐桂冠。加冕后卡伊恩·阿尔多里尼奥说，“非常高兴”，感觉梦想成真。
2014年卡伊恩被任命为英國海外領土直布羅陀副市长，2017年4月4日起被任命为直布罗陀市长。

## 画廊

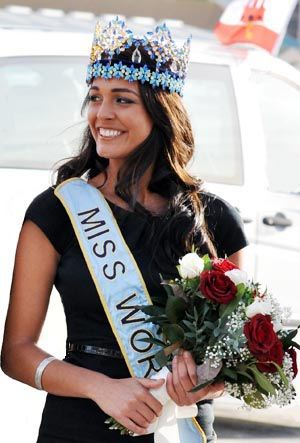
2009年12月17日，当选为2009年度世界小姐成为名人后，在直布罗陀机场
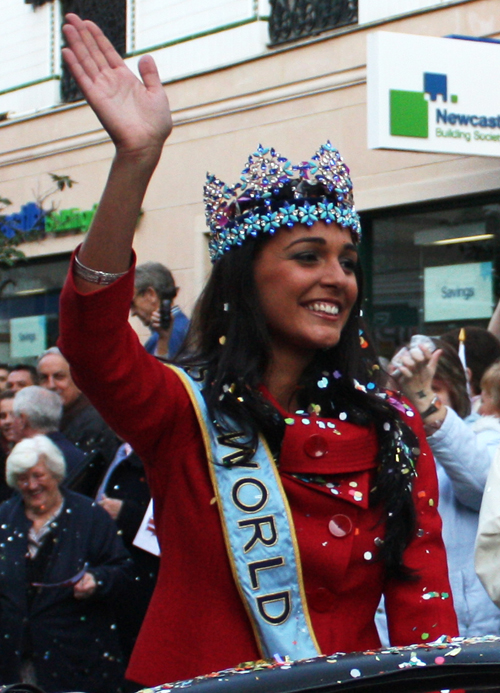
2009年12月17日，当选为2009年度世界小姐成为名人后，在家乡直布罗陀
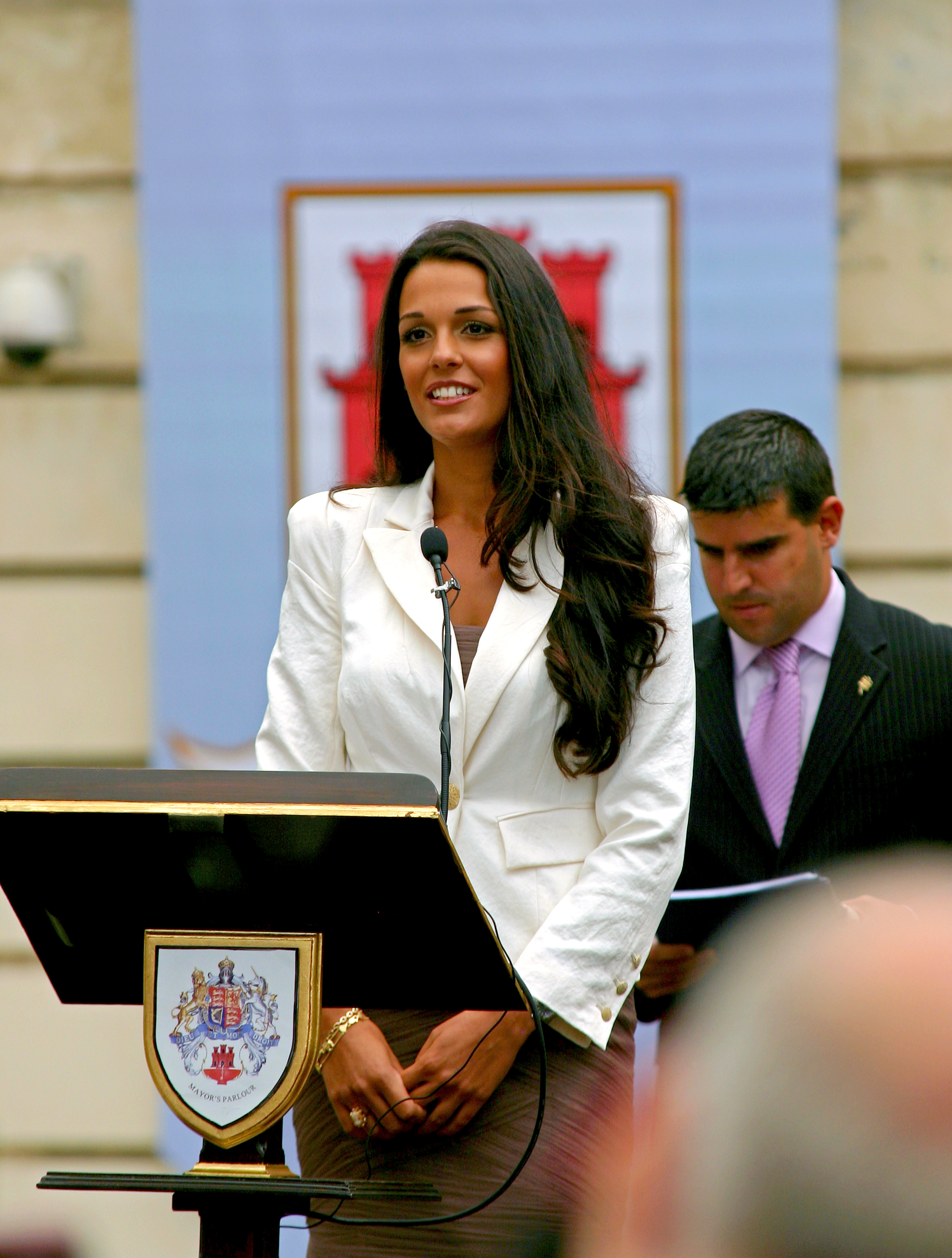
当选为直布罗陀荣誉公民

## 外部連接
- Official Miss Gibraltar pageant website （页面存档备份，存于）

 本文全部或部分内容来自美国联邦政府所属的美国之音网站。根据版权条款（英文）和有关美国政府作品版权的相关法律，其官方发布的内容属于公有领域。